# Sittard (Mönchengladbach)
Sittard ist eine Honschaft (Ortsteil) des Stadtteils Rheindahlen-Land im Stadtbezirk West (bis 22. Oktober 2009 Rheindahlen) in Mönchengladbach.

## Etymologie
Vermutlich bedeutet der Name Sittard so viel wie die Absenkung im Wald oder die Vertiefung am Wald ('sit' =tief, 'hard' = Wald).

## Geografie
Sittard liegt am westlichen Stadtrand von Mönchengladbach zur Stadtgrenze an den Kreis Heinsberg und Wegberg. Südlich von Sittard fließt der Mühlenbach. Rheindahlen, der Hauptort der Honschaft, befindet sich rund 1,4 km Luftlinie entfernt in nördlicher Richtung. Sittard besteht hauptsächlich aus zwei Straßen, wovon eine die Kreisstraße 10 ist, die von Wegberg-Berg nach Griesbarth führt. Die Ortschaft ist in Ost-West-Ausdehnung rund 600 Metern lang. Auf dem Gelände der Motte befindet sich das Ritaheim, ein Behindertenheim der Caritativen Vereinigung Köln e. V.

### Nachbargemeinden
| Rheindahlen          | Rheindahlen                                 | Rheindahlen |
| Sittardheide         | Kompassrose, die auf Nachbargemeinden zeigt | Mennrath    |
| Kipshoven zu Wegberg | Genholland                                  | Hilderath   |

## Kultur und Freizeit

### Gaststätten
Auf dem ehemaligen Wirtschaftsteil eines ehemaligen Burg-Hofes entstand um 1900 ein Ausflugslokal mit Kegelbahn. Diese Restauration wurde als „Haus Sittard“ bezeichnet und befand sich an der heutigen Hausnummer 22. Dort gab es Musik- und Theateraufführungen und offenbar ausgelassene Feste reicherer Mitbürger. Der Besitzer des Lokals legte bereits vor 1900 eine Rad- und Motorradrennbahn an, zu der viele Fahrer und Zuschauer anreisten. Das Lokal wurde sogar auf mehreren Rheindahlener Ansichtskarten von 1898 und etwa um 1900 beworben. Später wurde die Lokation umgebaut und in ein Altenheim umgewandelt, das Ritaheim. Dieses wurde im Dezember 1998 abgerissen samt der St.-Johannes-Kapelle und anschließend von dem neuen Besitzer des Geländes als Behindertenheim mit neuer St.-Johannes-Kapelle wieder aufgebaut.
In Haus Sittard Nummer 29 hatte Familie Geiser eine Postannahmestelle betrieben. Dort wurde 1969 nach einer Umgestaltung der Anbauten eine Gaststätte eröffnet. Besitzer war jetzt die Familie Meurer. Als Name des Restaurants wurde Haus Sittard „Zur Jagdhütte“ gewählt. Dies knüpfte einerseits an die Tradition des alten Haus Sittard an, andererseits fügte es sich in die Umgebung ein, zu der Waldgebiete und Jäger gehören. Die Gaststätte wurde 20 Jahre lang, mit Unterbrechungen, von verschiedenen Pächtern betrieben. 1989 wurde die Lokation zu Privatwohnungen umgebaut.

### Schulen
Seit 1864 hat es in Sittard ein eigenes Schulgebäude gegeben. Ein neues Schulgebäude wurde zwischen 1963 und 1966 südöstlich des Erlenbruchs gebaut. Bereits 1978 wurde der reguläre Schulbetrieb eingestellt und das Schulgebäude diente bis zum Umzug zur Max-Reger-Straße in Rheindahlen als Förderschule für Körperbehinderte. Die nördlich des 2004 abgerissenen Schulgebäudes gelegene ehemalige Kiesgrube – Kull – wird heute als Bolzplatz genutzt. Ende der 1970er Jahre wurde dort mit der Kunstkull eine Kunstausstellung abgehalten.

## Busverbindungen
Über die in Sittard gelegene gleichnamige Bushaltestelle Sittard der Linien 026 und 027 der NEW AG ist eine Anbindung an den öffentlichen Personennahverkehr gegeben.